# پیوتر پولک
پیوتر پولک (لهستانی: Piotr Polk؛ زادهٔ ۲۲ ژانویهٔ ۱۹۶۲) بازیگر و خواننده اهل لهستان است.
از فیلم‌ها یا برنامه‌های تلویزیونی که وی در آن نقش داشته‌است، می‌توان به جادوگر جوان، مادام کاملیا، پیمان ورشو، گوش آقای رئیس، خودِ زندگی، نشانه‌گذاری‌شده، سرهنگ کفیاتکوفسکی، ۲ ایکس‌ال، سال‌های شیرین، پزشکان، خانه کشیش، پدر متیو، هتل ۵۲، در خوشی و سختی و فهرست شیندلر اشاره کرد.